# もっと愛したかった
「もっと愛したかった」（もっとあいしたかった）は、日本の歌手真崎ゆかの2枚目のシングルとして2011年4月27日に発売された。

## 収録曲
1. もっと愛したかった  
  - 作詞：真崎ゆか／作曲：HIRO
  - TBS系テレビ全国ネットCDTV　4月度エンディングテーマ
  - レコチョク TV-CMソング
  - 中京テレビ『PS』 4月度エンディングテーマ
  - CBCみちゃえる！4月度エンディングテーマ
2. Secret Love   
  - 作詞：真崎ゆか／作曲：Shinichiro Murayama
  - 脱毛サロン Pure TV-CMソング
3. もっと愛したかった (Intsrumental)
4. Secret Love (Intsrumental)